# ナタン・デ・メディナ
ナタン・デ・メディナ（Nathan De Medina、1997年10月8日 - ）はベルギーのサッカー選手。ポジションはMF。パルチザン・ベオグラード所属。

## 経歴
カーボベルデにルーツを持つ。
2004年にRSCアンデルレヒトに加入し、2016年5月16日のKRCヘンク戦でデビューした。
2020年7月にアルミニア・ビーレフェルトと3年契約を結んだ。2021年3月のヴェルダー・ブレーメン戦でニクラス・フュルクルクに危険なタックルを仕掛け、退場処分となった。
2022年9月1日、アイントラハト・ブラウンシュヴァイクへ1年契約で加入。